# محطة بغداد العالمية

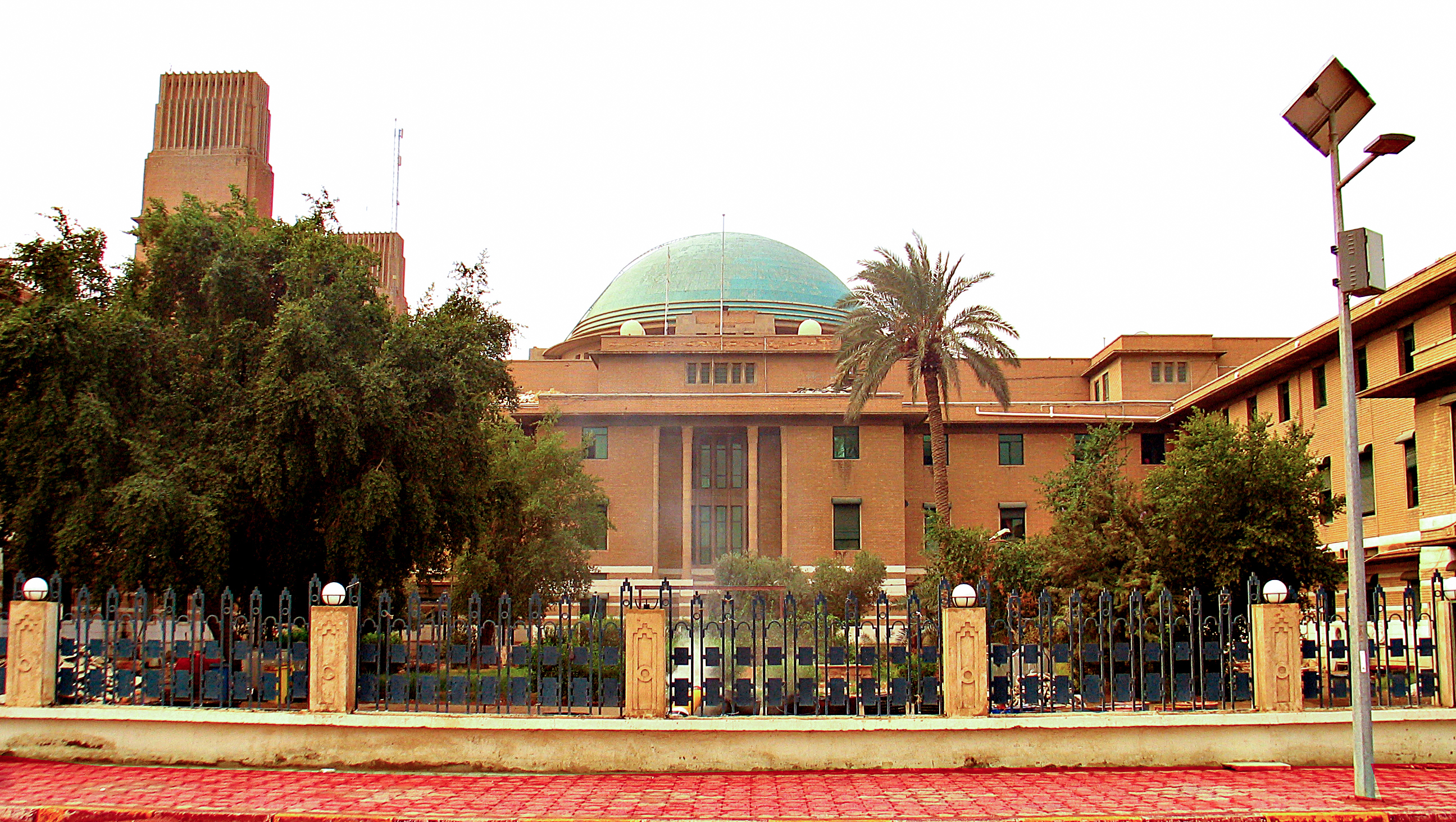

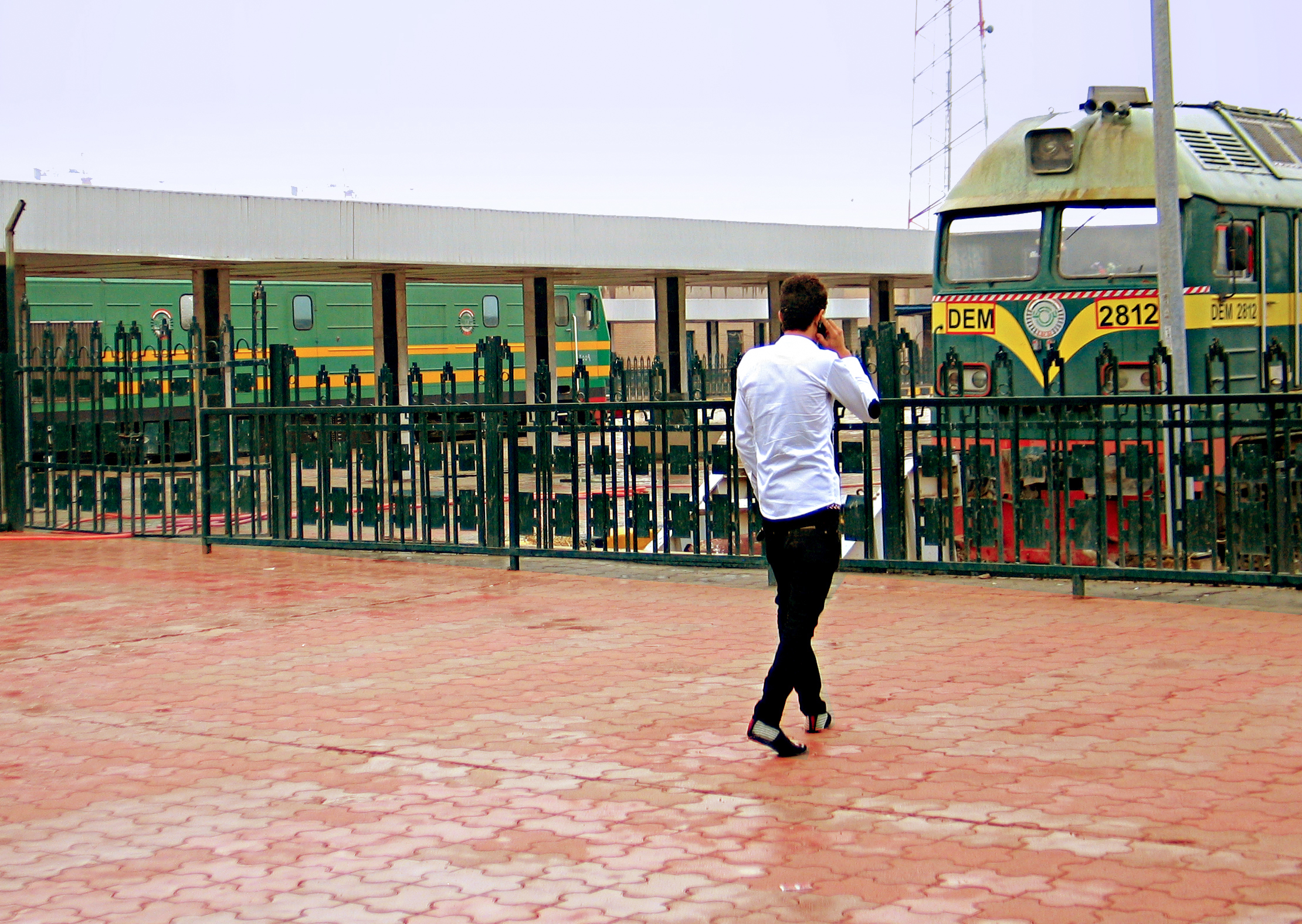

محطة بغداد المركزية هي محطة القطارات الرئيسية في العاصمة العراقية بغداد وتقع في جهة الكرخ من بغداد. وقد وضع حجر الأساس لها عام 1948م، وتم افتتاحها رسميا عام 1952م بتصميم إنكليزي وهي توأم لمحطتين بنيتا أيضا بعد الحرب العالمية الثانية احدهما في الهند والاخرى في لندن وتتشابه المحطات الثلاث في كل شيء. ويضم برجا المحطة ساعتين احدهما تحمل ارقاما هندية عربية والثانية تحمل ارقاما إنكليزية وتشابه دقات ساعاتي المحطة العالمية في بغداد، ساعة بغ بن الشهيرة في لندن. وتعرضت هاتان الساعتان كحال بناية المحطة إلى السلب والنهب والحرق بعد عام 2003، لكن جهود أبناء السكك العراقية اعادت الحياة لهاتين الساعتين بعد جلب اجزاء بدل التالفة من بريطانيا وهما اليوم بكامل عافيتهما وتتردد دقاتهما في سماء بغداد.

## عمارة المبنى
الطراز العام للمبنى جاء مهاجنا بين طرز شتى غلبت عليها العناصر الإنكليزية في العصر الفكتوري المتأخرة مع بوادر الحداثة التي انطلقت بقوة بعد الحرب العالمية الثانية كخيار غالب حتى عند الإنكليز المحافظين. ونرصد نجاح معمارها ويلسون ج.م. Wilson G.M (1887-1965م)، في إضفاء سمات محلية من خلال خامة الطابوق. وقد وظف قبة كروية مقطوعة (طاسة)، ومنخفضة نسبيا وغطى بها البهو الرئيس. وهذا العنصر الأزرق الفيروزي وهب المبنى سمة محلية تتواشج مع السماء في رمزيتها، وتعد إنشائيا من أمهات المنتج العراقي الدهري مثل عنصري العقد والطاق

## التسمية
سميت بالمحطة (العالمية) لان فكرة إنشاءها كانت تدور حول انطلاق القطارات منها إلى دول العالم وتربط بين الشرق والغرب وهي تحمل اسم بغداد وقد كانت الأحلام تراود الأجانب ان تكون كذلك، لان لديهم مشاريع طموحة حالمة بالسيطرة على بلاد المشرق،[معلومة أم رأي؟] لكنما المحطة انتهت إلى ان تكون محلية، ويتم منها تسيير رحلات منتظمة إلى المحافظات العراقية الأخرى تحت رعاية الشركة العامة لسكك الحديد العراقية.

## إدارة المحطة
تشكلت أول إدارة للسكك الحديد في العراق في أيلول من عام 1916م وكانت آنذاك تحت سيطرة الجيش البريطاني. ثم انتقلت إلى إدارة مدنية بريطانية عام 1920م ثم إلى تحولت إلى إدارة مدنية عراقية يوم 16 نيسان/أبريل 1936م والذي أصبح عيد السكك العراقية. أول رحلة تم تسييرها كانت من بغداد إلى سميكة الدجيل إلى الجنوب من مدينة سامراء عام 1914م.تقوم الشركة حالياً بتسيير رحلات للقطار بين بغداد والبصرة حيث سير أول قطار بينهما عام 1920م. في حين أنه قد تم تسيير أول قطار بين بغداد وكركوك عام 1925 وأول قطار بين بغداد والموصل عام 1940م وأول قطار من العراق إلى محطة حيدر باشا في إسطنبول في 15 تموز عام 1940م. نبذة تاريخية عن السكك الحديد العراقية في عام 1936 جرت مفاوضات بين الحكومة البريطانية والحكومة العراقية لنقل ملكية السكك إلى العراق فتم الاتفاق على ان تدفع الحكومة العراقية مبلغ (400) الف دينار إضافة إلى شروط أخرى، فتم ذلك، وأصبح اسمها (سكك حديد الحكومة العراقية) وربطت بوزارة المواصلات والاشغال وتمت المصادقة على الاتفاقية يوم 16 أبريل عام 1936 انتقلت ملكية السكك إلى الحكومة العراقية واصبحت تسمى بـ (سكك حديد الحكومة العراقية) واصبح ذلك اليوم عيدا للسكك الحديد العراقية تحتفل به كل عام. وتألف أول مجلس إدارة للسكك الحديد في تموز عام 1936 وتألف من وزير الاقتصاد ورئيس اركان الجيش ومدير البلديات العام ومدير البناء والملاحة والسكك ومستشار وزارة المالية ومديرا الحركات والتجارة نبذة تاريخية عن السكك الحديد العراقية شهد العراق أول خط حديدي لعربات الترام عام 1869، عندما اقام الوالي العثماني مدحت باشا شركة ترامواي بغداد - الكاظمية المساهمة واستخدمت الخيول لجر العربات، وكان يعرف لدى العراقيون ب (الكاري). انشأ فيما بعد خط مشابه ايربط مدينة النجف الشرف بمدينة الكوفة وحققت هذه الشركة ارباحا قدرت ب 100% من رأسمالها الاصلي. وفي 5/ / 1002 نالت ألمانيا امتيازا من الحكومة العثمانية لأنشاء سكة حديد بنظام قياسي يبدأ من حيث تنتهي سكة حديد الأناضول في (قونية). قسم المشروع إلى أربعة مراحل (قونية - اطنة)، (اطنة - حلب)، (حلب - الموصل)، (الموصل - بغداد). وضع الشركة بعد حرب العراق 2003 تضررت الشركة بفعل الحرب على العراق عام 2003م وما أعقبها من عمليات نهب حيث وبسبب عمليات النهب والتخريب التي أعقبت الحرب لم يعد صالحاً للاستخدام من قاطرات الشركة سوى ما مجمله 158 قاطرة من أصل 410 قاطرة المملوكة للشركة. كما أن الوضع الأمني الغير مستقر أدى إلى توقف الشركة عن تسيير رحلات بشكل نهائي في فترات معينة. إلا أن الشركة قد عادت لتسيير رحلاتها بين المحافظات عام 2007م فمثلاً أعيد العمل بخط البصرة بغداد بسبب التحسن في الوضع الأمني.

## معرض الصور

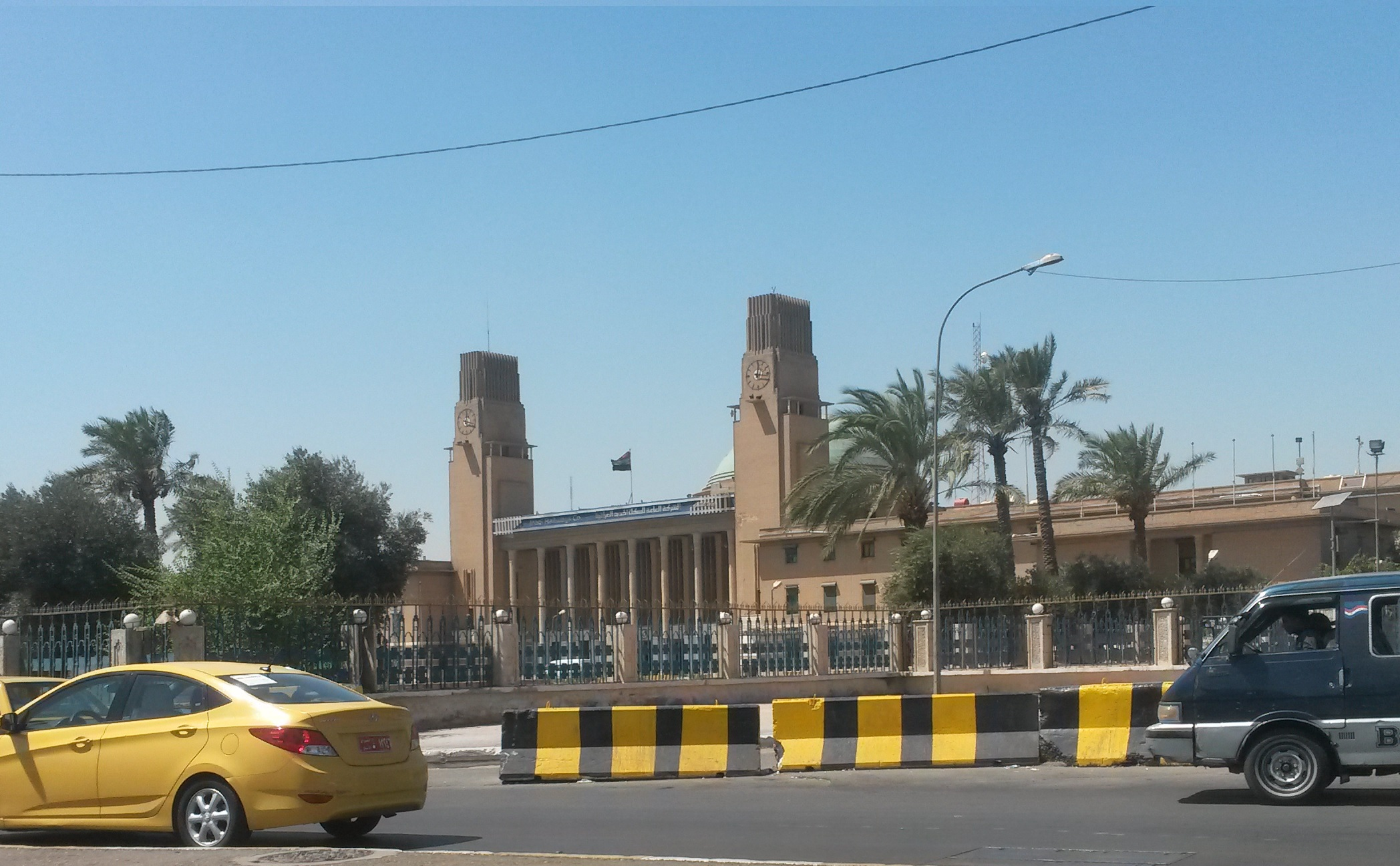
محطة بغداد المركزية 2014.
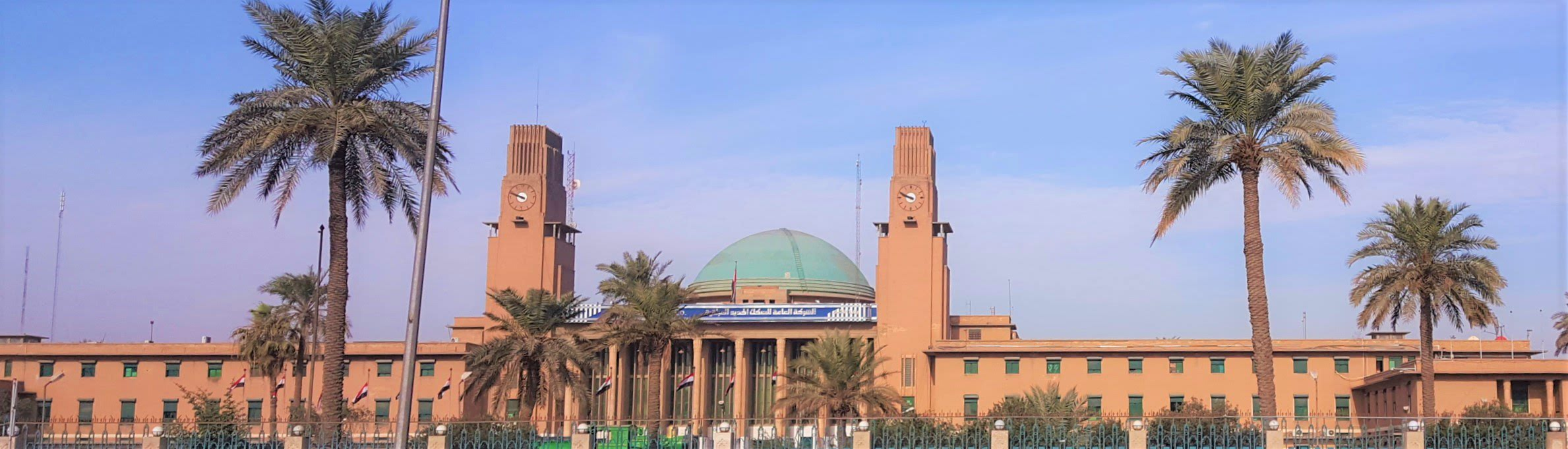
محطة بغداد المركزية في عام 2017.
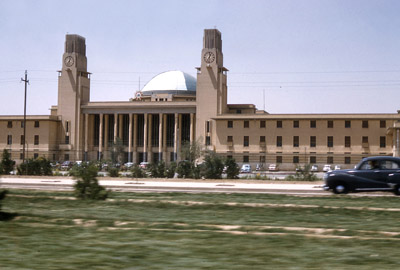
مبنى المحطة العالمية في بغداد عام 1959م وهي محطة القطارات الرئيسية في بغداد.